# Диксмёйде
Диксмёйде (нидерл. Diksmuide, МФА: [ˌdɪksˈmœy̆də], фр. Dixmude) — город на реке Изер в Западной Фландрии (Бельгия), западнее которого расстилаются польдерные земли. Население — 15,7 тыс. жит. (2006).
С X века Диксмёйде — один из малых центров Фландрии, самой урбанизированной земли средневековой Европы. В 1270 г. был окружён стенами. Многочисленные военные конфликты XV—XVIII веков подорвали местную экономику, завязанную на ткачестве.
В октябре 1914 года Диксмёйде оказался в центре одного из первых сражений Первой мировой войны — битвы на Изере. Бельгийцам удалось остановить «бег к морю», открыв дамбы в окрестностях Диксмёйде. В память о тех событиях в городе возведена башня на Изере и сохранён т. н. «окоп смерти». На военном кладбище Владсло похоронены свыше 25 000 немецких солдат.
Из памятников старины после мировых войн уцелели немногие, а именно — бегинаж и беффруа с карильоном из 30 колоколов. Наряду с аналогичными объектами они состоят под охраной ЮНЕСКО. Ратуша XV века и некоторые другие городские достопримечательности после войны были отстроены заново.

## Персоналии
- Альфонс Жак де Диксмёйде — бельгийский военачальник, памятник которому установлен в центре города.